# شینشوشین ماچی، ناگانو
شینشوشین ماچی، ناگانو (به لاتین: Shinshūshinmachi, Nagano) یک منطقهٔ مسکونی در ژاپن است که در ناحیه چوبو واقع شده‌است. شینشوشین ماچی ۵٬۱۸۱ نفر جمعیت دارد.